# 奥卡拉国家森林
奥卡拉国家森林（英語：Ocala National Forest）是美国佛罗里达州境内面积第二大的国家森林，位于佛罗里达州中部地区。面积607平方英里（1,570平方），位于奥卡拉向东3英里（4.8）处、蓋恩斯維爾东南方向16英里（26）的地方。奥卡拉国家森林建立于1908年，是密西西比河以东最早设立的国家森林，亦是美國本土内最靠南的国家森林。至于“奥卡拉”一词，人们认为是衍生自提默瓜语，意为“公正的土地”（fair land）。森林的行政中心位于塔拉赫西（佛罗里达州的三座国家森林的行政中心都位于此），但此外也有本地的巡逻站办公室，设立在银泉和尤马蒂拉。